# Battaglia di Werben
La battaglia di Werben si svolse il 22 luglio 1631 presso Werben (Elbe), nell'odierna Sassonia-Anhalt, nel corso della fase svedese della Guerra dei trent'anni.
Nello scontro, l'esercito della Lega Cattolica, comandato dal conte di Tilly, tentò di assaltare le posizioni tenute dall'esercito svedese del re Gustavo II Adolfo presso il villaggio di Werben; le forze cattoliche, forti di 23 000 unità, pur se superiori di numero agli svedesi, che potevano contare soltanto su 16 000 uomini, furono respinte dal pesante fuoco delle batterie avversarie e dalle controcariche della cavalleria guidata da Wulff Heinrich von Baudissin.
L'attacco fu rinnovato alcuni giorni dopo, e questa volta gli svedesi subirono gravi perdite. Questa serie di scontri portò alla battaglia di Breitenfeld del 17 settembre, che avrebbe visto la disfatta delle forze cattoliche.